# Augusteum (Oldenburg)
Das 1867 fertiggestellte Augusteum in  Oldenburg ist einer der ersten Museumsbauten im norddeutschen Raum. Als Standort der „Galerie Alte Meister“ des Landesmuseums für Kunst und Kulturgeschichte Oldenburg sind hier, an der Elisabethstraße 1, Meisterwerke niederländischer, italienischer, deutscher und französischer Malerei des 15. bis 18. Jahrhunderts zu sehen.

## Gebäude und Geschichte

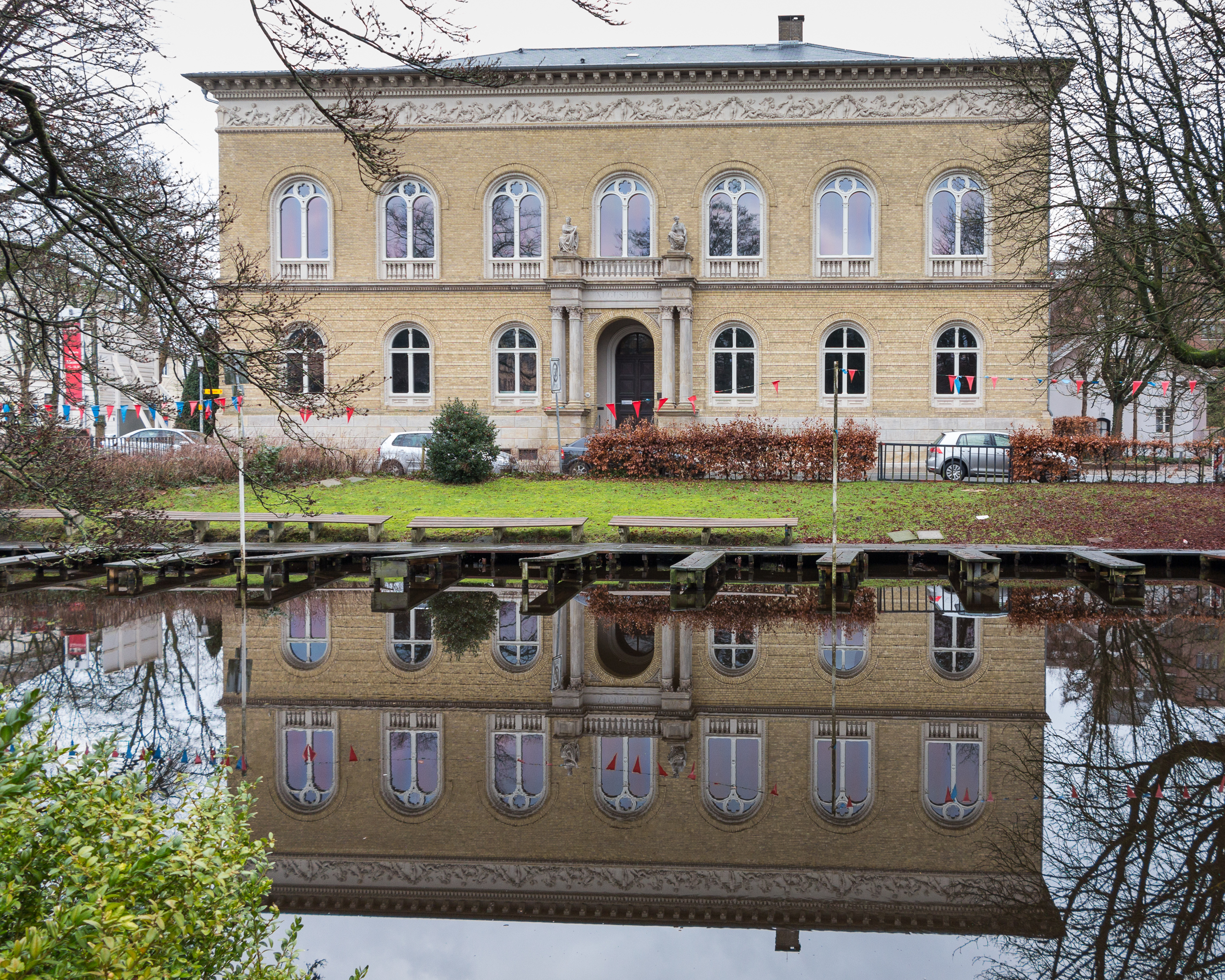
Augusteum und Alte Hunte

Die Entstehung des Augusteums geht auf eine Stiftung des Oldenburger Großherzogs Nikolaus Friedrich Peter (1827–1900) zurück. Er widmete es seinem Vater, Paul Friedrich August (1783–1853), wodurch der Museumsbau seinen Namen erhielt. In dem vom Bremer Architekten Ernst Klingenberg (1830–1918) entworfenen und im Florentiner Palaststil errichteten Gebäude wurden sowohl die Ausstellungsräume des 1843 gegründeten Oldenburger Kunstvereins als auch die großherzogliche Sammlung untergebracht. Im Keller befanden sich Wohnung und Arbeitsräume des Konservators Richard tom Dieck.
Den Grundstock der Sammlung legte Herzog Peter Friedrich Ludwig (1755–1829) 1804 mit dem Erwerb der aus 86 Gemälden bestehenden privaten Bildersammlung des Malers Johann Heinrich Wilhelm Tischbein. Erweiterung erfuhr die Sammlung unter Nikolaus Friedrich Peter, der neben bedeutenden Ankäufen auch den Bau des Augusteums als öffentliche Gemäldegalerie ermöglichte.
Großherzog Friedrich August verkaufte ab 1919 einen Teil des Kunstbesitzes, der ihm nach der Abdankung als privates Eigentum überlassen worden war. Darunter befand sich ein Drittel der ehemaligen Großherzoglichen Gemäldegalerie aus dem Augusteum. Die Gemälde führte er 1919 mit Hilfe des oldenburgischen Industriellen Georg Bölts in die Niederlande aus. Es handelte sich um wertvolle Werke berühmter Meister, unter anderem von Rembrandt van Rijn.
1908 zeigten die Expressionisten Karl Schmidt-Rottluff und Erich Heckel ihre erste gemeinsame Ausstellung im Augusteum.

### Treppenhaus
Christian Griepenkerls Ausmalung des Treppenhauses im Oldenburger Augusteum wurde zum Hauptwerk monumentaler Wand- und Deckenmalerei im Lande. Die Anbringung der durch Großherzog Nikolaus Friedrich Peter gestiftete künstlerische Ausschmückung konnte wegen Geldmangels allerdings erst 1877/1878 erfolgen, als Griepenkerl bereits Professor an der Akademie der bildenden Künste Wien geworden war und dort mehrere große Dekorationsaufträge ausgeführt hatte. Der Ausmalung des Augusteums war ein Wettbewerb vorausgegangen, an dem sich auch der Delmenhorster Arthur Fitger beteiligt hatte.
Das Deckengemälde zeigt insgesamt neun Szenen allegorischen und mythologischen Inhalts, die in das Thema Kunst einführen. Auf den Wandgemälden stellte Griepenkerl Künstler von der Antike bis zum 19. Jahrhundert dar. Griepenkerl sah für die Dekoration des verhältnismäßig großen und durch beide Geschosse hindurchgehenden Treppenhauses ein in Bilderfelder aufgeteiltes Deckengemälde sowie an drei Wandseiten Figurendarstellungen in anderem Maßstab vor. Als Thema war die Entwicklung der bildenden Kunst auf historischer Grundlage vorgegeben.
Griepenkerl ging bei der Decke von einer zentral-symmetrischen Aufteilung aus, in deren rundem Mittelfeld Venus Urania als Allegorie der bildenden Kunst ihren Platz erhielt, während in den umgebenden rechteckigen Feldern vier Themen aus der Prometheussage, in den kleinen Rundfeldern der Ecken Putten mit Attributen bildender Künste Aufnahme fanden. An die Wandflächen gelangten Kunstheroen aller Epochen von homerischer Zeit bis zur Gegenwart, wobei neben dem Architekten des Gebäudes auch die mit Oldenburg verbundenen Künstler Ernst Willers, Carl Rahl, Theophil von Hansen und Griepenkerl selbst verewigt worden sind. Die Treppenhausmalereien wurden so auch zu einem Dokument des Beharrens an künstlerischen Traditionen, an deren Gültigkeit weder bei den Auftraggebern noch beim ausführenden Künstler Zweifel bestanden.

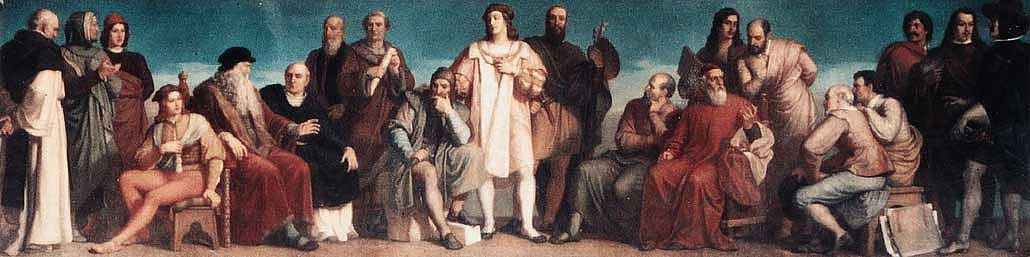
Fresco an der Stirnseite des Treppenhauses mit Abbildung der „Kunstheroen“ Ernst Willers, Carl Rahl, Theophil von Hansen und Christian Griepenkerl im Selbstporträt
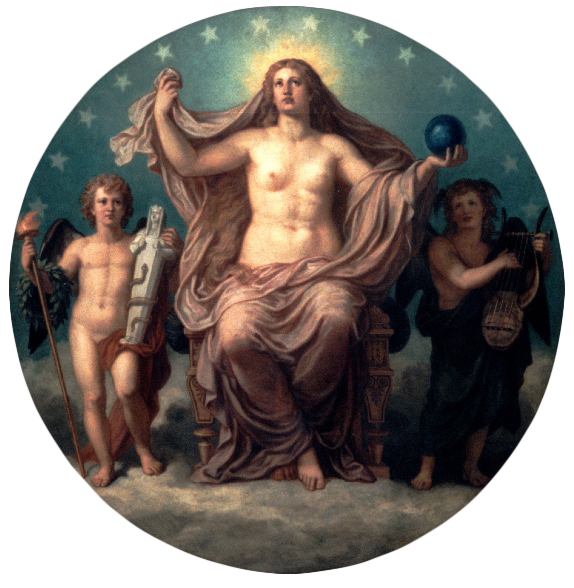
Venus Urania
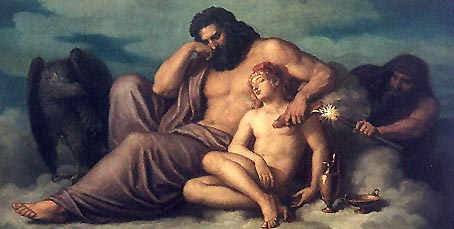
Prometheus stiehlt das Feuer vom schlafenden Zeus und Ganymed
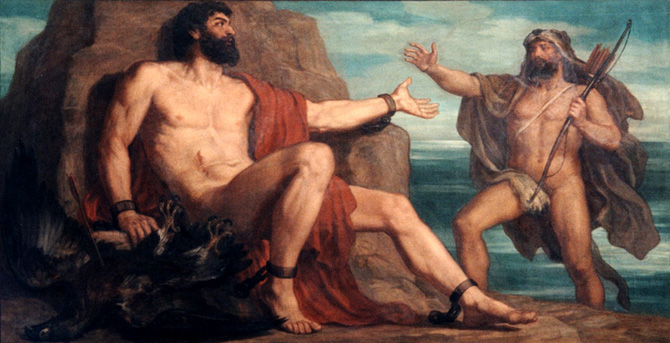
Herkules befreit Prometheus

## „Galerie Alte Meister“
Die großherzogliche Gemäldesammlung hatte bis 1918 ihren festen Platz im Augusteum. Nach der Abdankung des letzten Großherzogs Friedrich August 1919 gelangte sie außer Landes und wurde zum Verkauf angeboten. Zu den veräußerten Gemälden gehörte das Gemälde Der gefesselte Prometheus von Peter Paul Rubens. Zwei Drittel konnten vom Oldenburgischen Staat 1920 zurück erworben werden, zudem gelang es immer wieder vereinzelt, Verlorengegangenes zurückzuholen. Viele andere und hochrangige Bilder, die heute unter anderem das Amsterdamer Rijksmuseum schmücken, hat das Augusteum als bleibende Verluste zu beklagen.
Seit 1981 wird das Augusteum nach Jahren der Zweckentfremdung wieder als Ausstellungshaus genutzt. Von 2013 bis 2015 wurde das Gebäude umfassend saniert. Seit Dezember 2015 ist es wieder als „Galerie Alte Meister“ des Landesmuseums geöffnet.

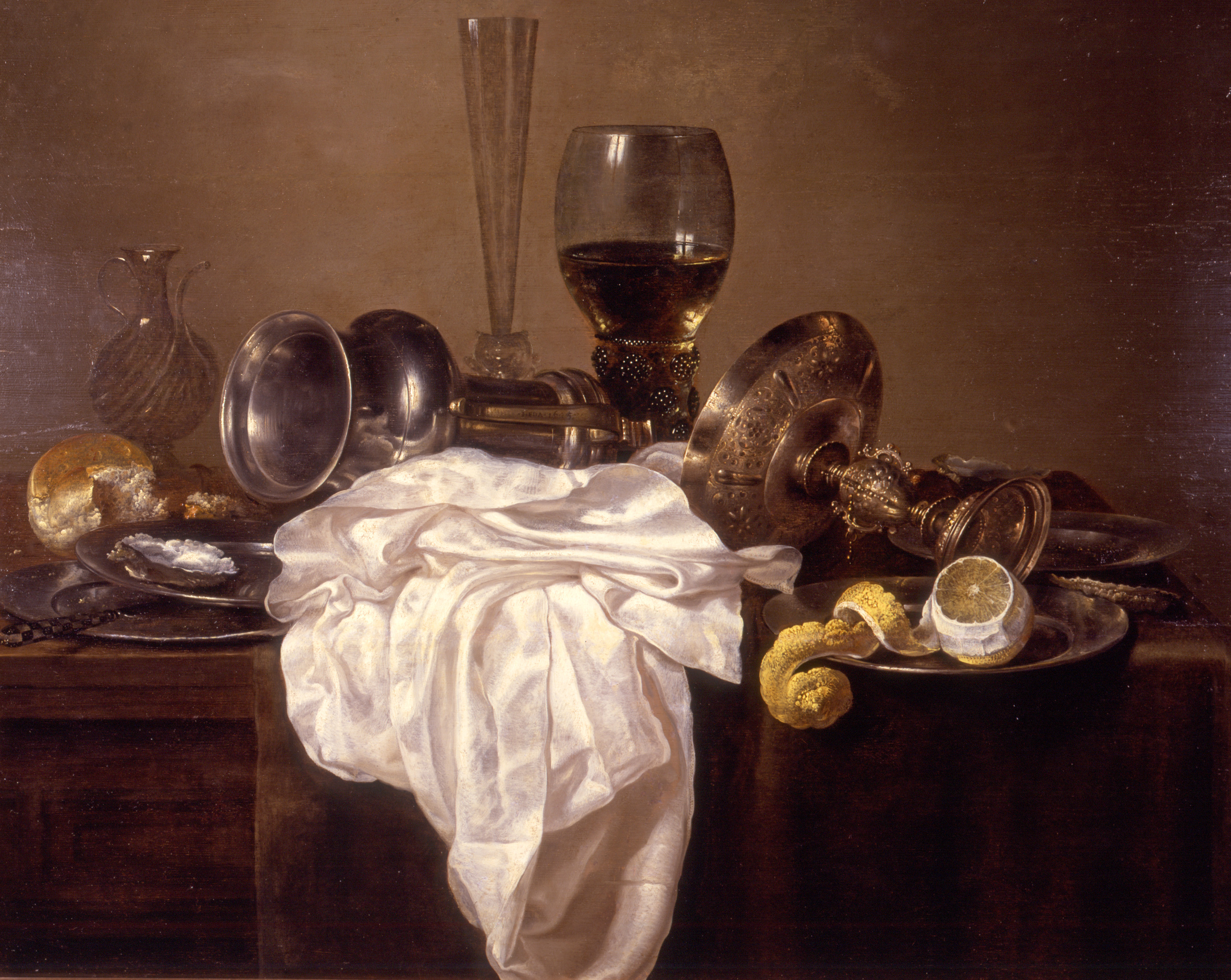
Frühstücksstillleben (Gerrit Willemsz. Heda, 1645)
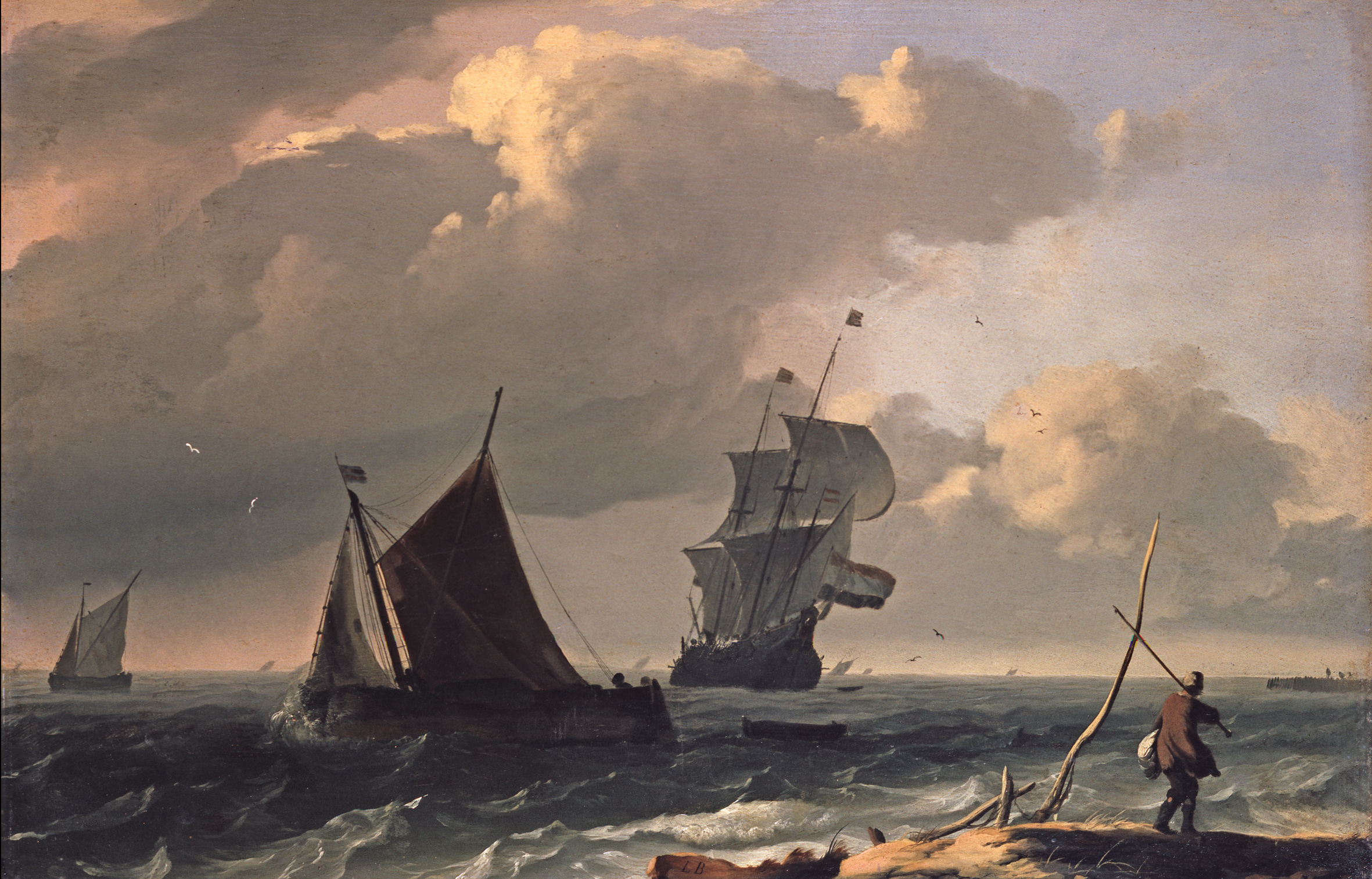
Bewegte See mit Schiffen (Ludolf Backhuysen, nach 1680)
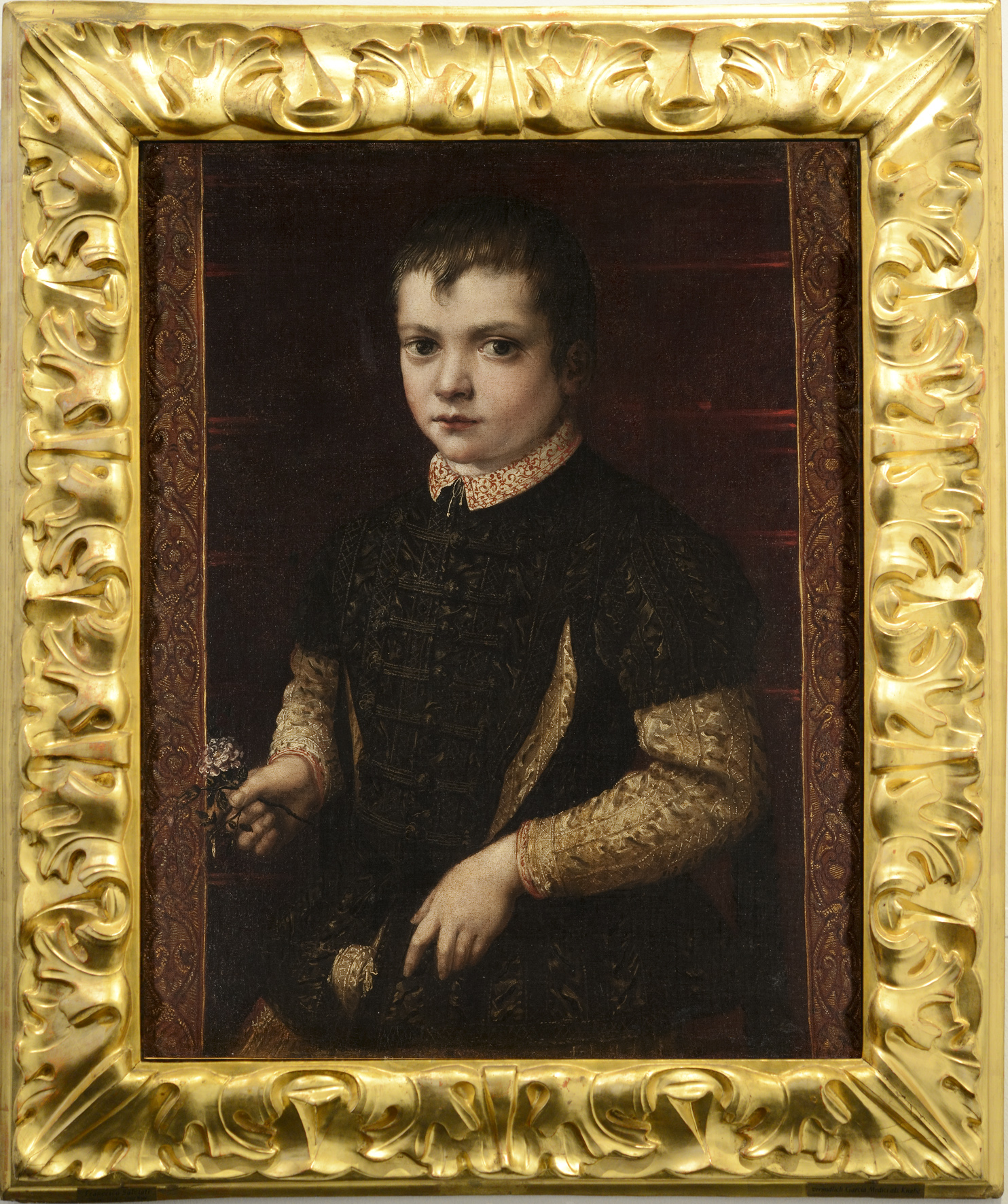
Bildnis eines Knaben (Francesco Salviati, nach 1541)